# قره داي (مقاطعة فامنين)
قره‌داي (بالفارسية: قره‌دای) هي قرية تقع في قسم بيشخور الريفي (مقاطعة فامنين) في إيران. يقدر عدد سكانها بـ 234 نسمة بحسب إحصاء 2016.